# Зимни младежки олимпийски игри 2020
III зимни младежки олимпийски игри ще се проведат от 10 до 19 януари 2020 г. в Лозана, Швейцария.